# Capo Pertusato
Capo Pertusato ist der Name der Südspitze Korsikas.
Der gleichnamige Leuchtturm hat seinen Namen von dieser bekannten gleichnamigen Felsklippe, die sich hier ca. 100 m hoch über dem Wasser erhebt.
5 km südöstlich von Bonifacio, am Ende einer schmalen, stark abschüssigen Straße, geht es zunächst in Kurven an dem Sémaphore (Signalturm) sowie an einem Militärgebiet vorbei. Aus der kurzen Besatzungszeit des Zweiten Weltkrieges von 1941 bis 1943 seitens der Italiener und dann der Deutschen Armee auf ihrem Rückzug aus Sizilien und Sardinien sind auch hier noch Restbauwerke zu sehen. Aber bereits im September 1943 war Korsika als erste Provinz Frankreichs wieder frei. Man schlängelt sich durch Macchia und erreicht schließlich den Leuchtturm von Pertusato. Dieser Leuchtturm steht auf 99 m hohem Fels, seine Lampe befindet sich 116 m über NN. Er wurde 1844 in Dienst gestellt. 25 Seemeilen, also ca. 46 km, ist seine 1.000-Watt-Halogenlampe zu sehen.
Ab hier geht es nur zu Fuß weiter. Hier sieht man die Inseln der Îles Lavezzi und Cavallo im Osten, im Süden die Küste Sardiniens am Horizont und im Vordergrund den Leuchtturm des italienischen La-Maddalena-Archipels. Unweit des Leuchtturms befindet sich der Fußweg zum Strand, der Cala Fiumare. Oben sind verschiedene Wanderungen über die Kreidefelsen des Capo Pertusato möglich, so zum Beispiel zum Pointe de Sperone mit seinem Golfplatz, dem angeblich schönsten Frankreichs. Er besteht aus einer 18-Loch-Anlage mit ca. 6.100 m Länge, einem 72-Handicap und einem sehenswerten Golfhaus. Ein wenig östlicher geht es zur Plage de Piantarella. Dieser schönen Sandbucht gegenüber liegen die Inselchen Piana und Ratino, die zum Naturschutzgebiet Lavezzi gehören. Nördlich hiervon schließt sich der klare, 400 m lange Grobsandstrand der Plage de Cala Longa an.
Bekannt ist der südlichste Ort Korsikas durch die Straße von Bonifacio (Bouche de Bonifacio), die 12 km breite Meerenge zwischen Korsika und Sardinien, die viele Segler anlockt und auch vielen Seeleuten zum Verhängnis wurde.

Capo Pertusato vom Meer aus gesehen
Leuchtturm Capo Pertusato, im Hintergrund ist Sardinien zu erkennen
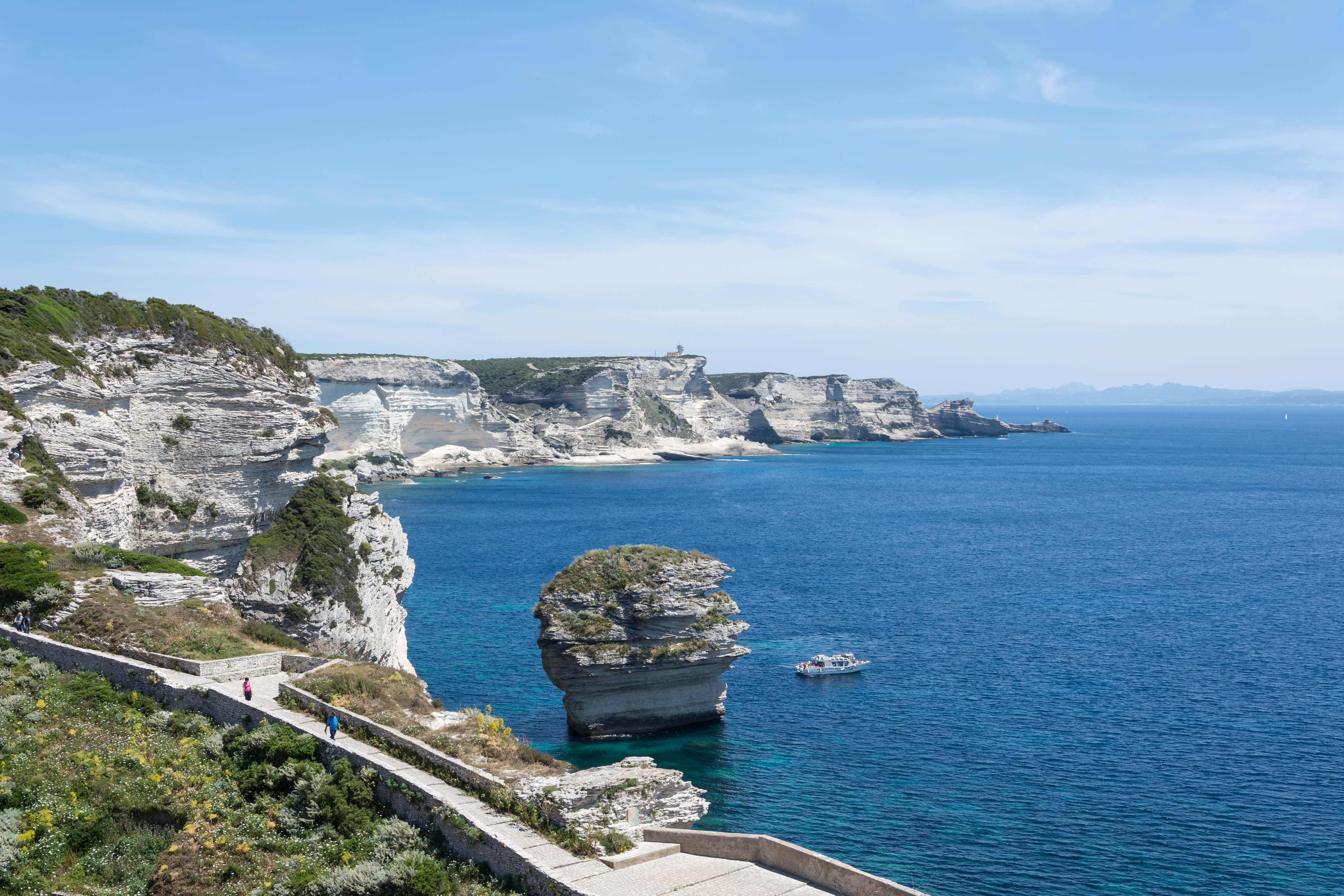
Das Kap gesehen von der Zitadelle Bonifacios

Koordinaten: 41° 22′ 4″ N, 9° 11′ 4″ O